# 日野車体工業

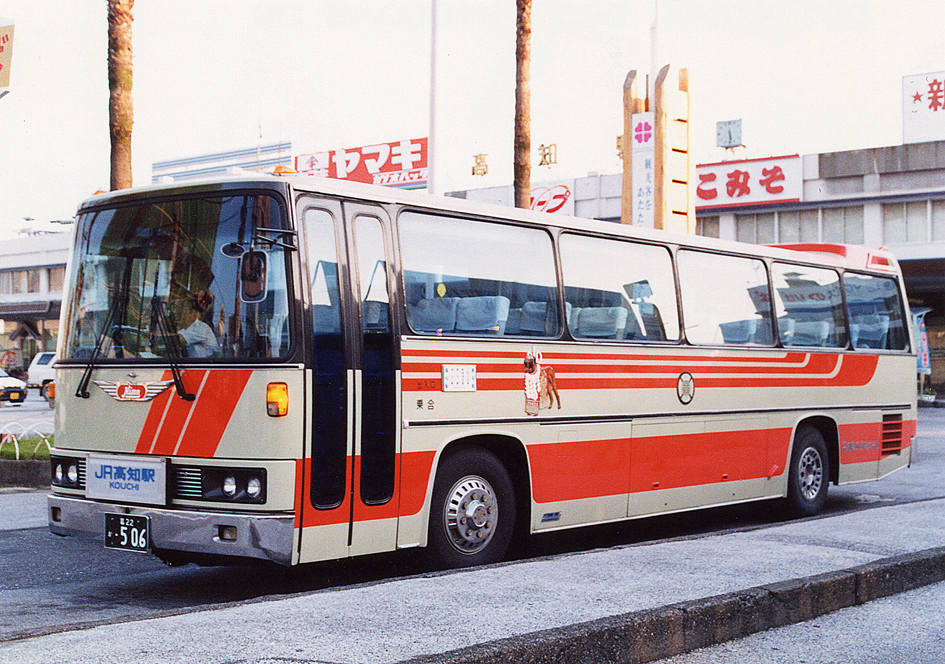
日野スケルトンRS
国産初の大型スケルトンボデーバス

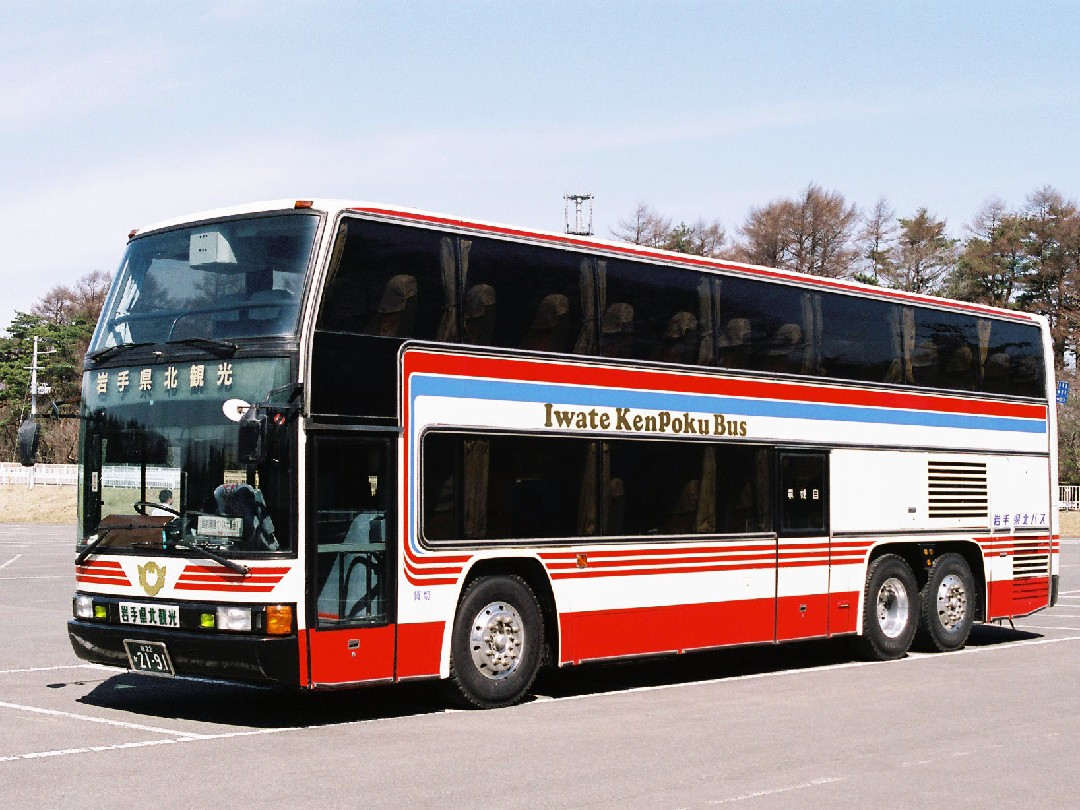
日野グランビュー ダブルデッカー
シャーシフレームまで角型鋼管構造に挑戦

日野車体工業株式会社（ひのしゃたいこうぎょう、英: Hino Auto Body, Ltd.）は、1975年（昭和50年）4月から2004年（平成16年）9月まで存在したコーチビルダー。神奈川県横浜市鶴見区に本社を置いていた。日野自動車100%出資の完全子会社であった。
2002年（平成14年）10月1日に会社分割を行い、トラック架装会社を存続会社として株式会社トランテックスに商号変更した。バスボデー製造会社を分社化する形で事業継承した（新）日野車体工業は、2004年（平成16年）10月にジェイ・バスが（新）日野車体工業といすゞバス製造の2社の存続会社となる形で3社合併し、法人としての日野車体工業は消滅した。

## 概要
1975年（昭和50年）4月、帝国自動車工業（ていこくじどうしゃこうぎょう）と金産自動車工業（きんさんじどうしゃこうぎょう）が合併し、日野車体工業株式会社に商号変更した。
帝国自動車工業（帝国自工）の工場を引き継ぎ、神奈川県横浜市鶴見区尻手1丁目1番25号に本社を置き、日野車体工業横浜工場としていた。
1939年（昭和14年）9月に開設され、63年間続いた歴史ある横浜工場は、ジェイ・バスへの統合に伴い、2002年（平成14年）9月に閉鎖された。工場は解体され、跡地は大規模分譲マンション「ヨコハマオールパークス」として再開発されている。
日野車体工業では、日野自動車のCI変更でロゴマークが「Hino」から大文字の「HINO」へ変更された後も、ジェイ・バスへの統合まで日野の旧ロゴマークを使用していた（Hino Body＝筆記体、H,Bのみ大文字）。
バスボデーのほか、トラック荷台やトレーラー車体の製造も行い、トラックボデーやアルミバンは日野製シャーシ以外へも架装していた。トランテックスとなってからもより積極的に日野シャーシ以外に架装している。

本項では、日野車体工業の前身となった帝国自動車工業と金澤産業（かなざわさんぎょう、のち金産自動車工業）の2社についても述べる。

## 日野車体工業以前

### 帝国自動車工業
- 1908年（明治41年）4月：創業者の脇田兼太郎が個人事業として、東京市芝区芝浦2丁目3番地で自動車車体製作を創業[1]。トランテックスではこの年を会社創業年としている[3]。
  - 麻布で馬車や馬具の製作をしていた父の跡を継いだ脇田は、黎明期の自動車産業の将来性に着目、馬車構造の車体製作を開始し脇田商會を興す。
- 1914年（大正3年）：技術上の問題を解決するため脇田がアメリカに渡り、車体工業の実情を視察して帰国。
- 1916年（大正5年）：芝浦に工場を借り上げ、合資会社脇田自動車工業所を発足。
- 1917年（大正6年）：創業者の脇田が病気により死去。事業・経営は継承される。
- 1925年（大正14年）：この頃、東京石川島自動車製ウーズレーCGの東京市交通局向けバスボデーの架装を担当する。
- 1930年（昭和5年）3月：脇田自動車工業株式会社を設立[1]。トランテックスではこの年を会社設立年としている[3]。
- 1935年（昭和10年）：この頃、ふそうBD46デッキ&ハーフやスミダBTトレーラーバスの鉄道省向け架装を行う。
- 1938年（昭和13年）6月：帝国自動車工業に商号変更[1]。
- 1939年（昭和14年）9月：横浜市鶴見区尻手1丁目1番25号に新工場を建設[1]。本社製造拠点を移転（のちに日野車体工業の本社が置かれる）。
  - 帝国自動車工業は陸軍省の軍用自動車認定工場となり、大半の軍用トラックのボデー架装を行う。鉄道省省営バスや東京市営バスの架装も手がける。
- 1943年（昭和18年）：いすゞ大型B乗用車（PA10型）のボデーを手がける。帝国自工初の乗用車となる。
- 1945年（昭和20年）：終戦後、米軍ジープの改造を経てバスボデー架装を再開。

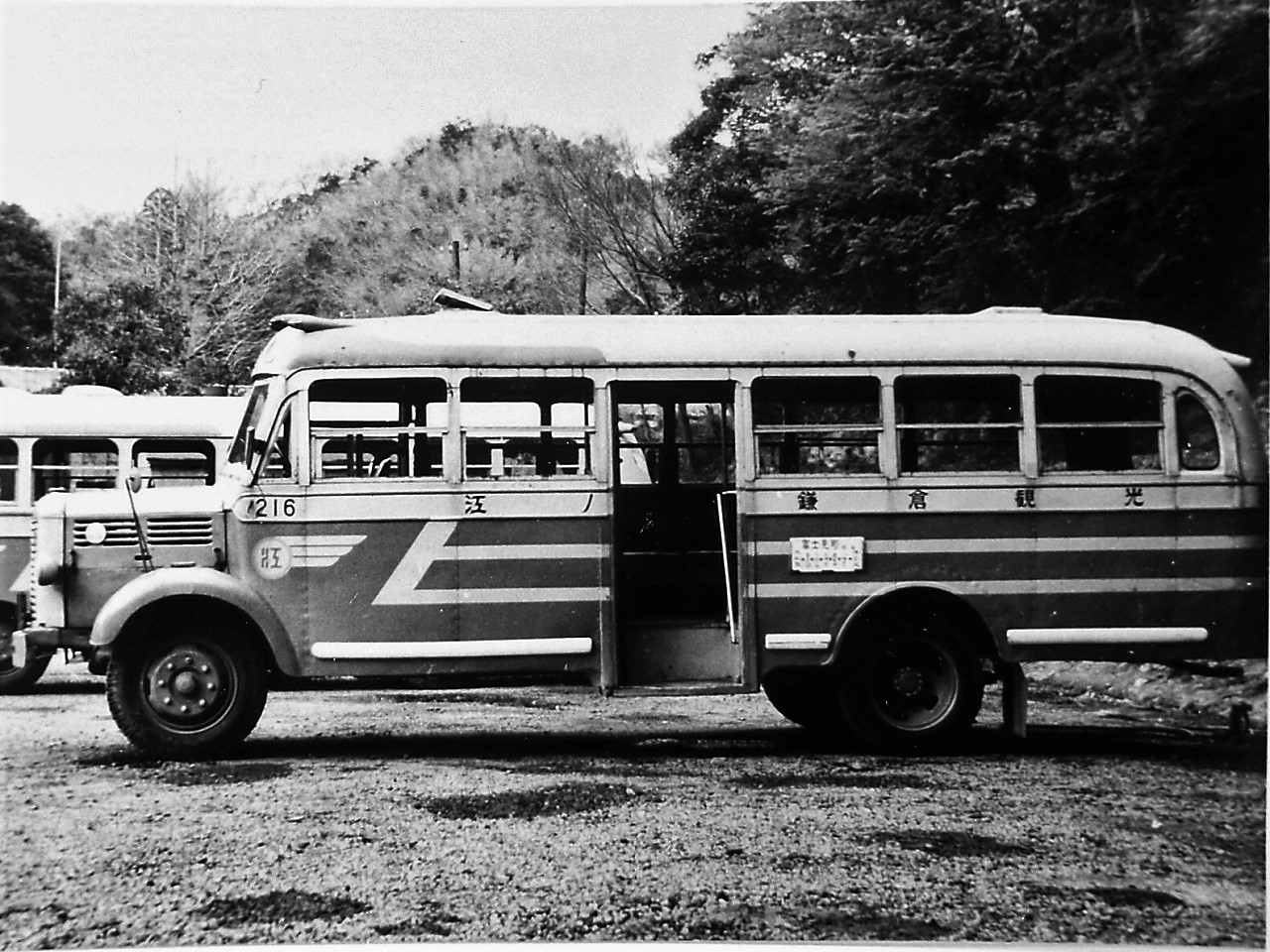
いすゞBX91 (1949年式)
江ノ島鎌倉観光（現：江ノ電バス）

- 1949年（昭和24年）：東京証券取引所に株式上場。1961年に市場第2部へ指定替え。
- 1952年（昭和27年）：この年に初めて日野ジーゼル製BH11シャーシへのボデー架装を始める（日野トレーラーバスT11型の架装は新日国工業が担当していた）。
- 1953年（昭和28年）：日野ブルーリボンBD系センターアンダーフロアエンジンバス登場。
  - 標準車体は金沢産業と新日国工業と決まるが、初期キャラバン車は富士重工業と帝国自工が担当した。国内のバスボデー市場には航空機製造転換組の参入が顕著で、帝国自工は他の活路を求めオート三輪の開発も始めるが発売には至らなかった。また帝国自工はプリンス自動車の乗用車や商用車のボデー製造も手がけていた。
- 1954年（昭和29年）：いすゞBX91V/95Vのボデーを架装。帝国自工初のフレームレスモノコックリヤエンジンバスとなる。
  - 以降、いすゞBA-Bと続き、1959年（昭和34年）まで主にいすゞ国鉄バス仕様を手がける。
- 1955年（昭和30年）：経営危機に陥っていた帝国自工に対し、日野自動車が役員派遣を行う。以降はBD系ブルーリボンをはじめとして、日野製トラックやコンマースなど日野車の比率が高まる。

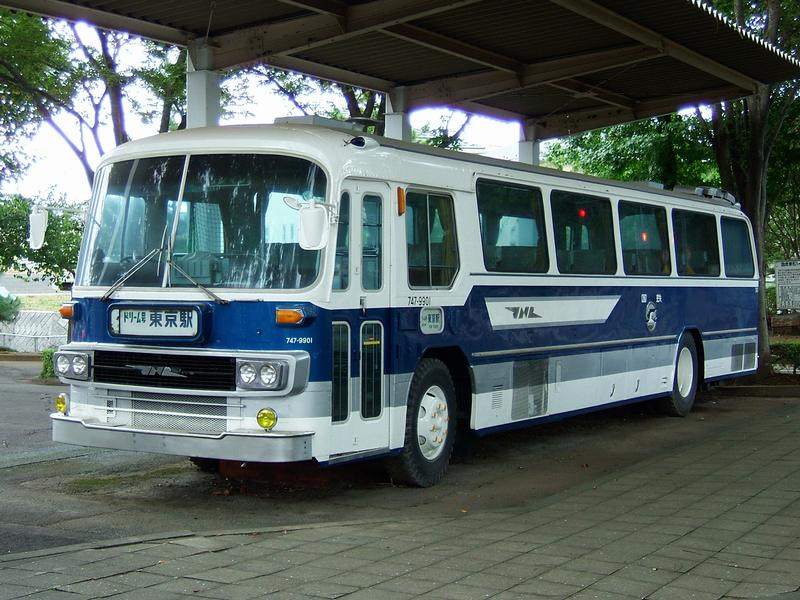
日野RA900P
国鉄専用型式

- 1960年（昭和35年）：7年ぶりの黒字を計上。国鉄高速試作バス（国鉄専用型式）として、日野RX10といすゞBU20PAのボデーを手がける。
- 1961年（昭和36年）：日野RB/RCのボデーを架装。
- 1964年（昭和39年）：日野RA120Pのボデーを架装。
- 1967年（昭和42年）：いすゞBXD30のボデーを架装。帝国自工最後のボンネットバスとなる。
- 1969年（昭和44年）：日野RA900Pのボデーを架装。

日野車体工業発足後も、1983年（昭和58年）までモノコックボデーを並行生産し、国鉄バス向けいすゞシャーシへの架装を続けた（架装はいすゞ・C系まで）。

### 金産自動車工業
- 1942年（昭和17年）4月：金沢航空工業株式会社を設立[1]。
  - 石川県金沢市北安江に、中島飛行機の部品下請工場として設立。軍用機の尾翼などを生産した。
- 1945年（昭和20年）11月：金沢産業株式会社に商号変更[1]。
  - 終戦後、鍋・釜、弁当箱に箪笥や下駄の金具など、売れそうな金属部品なら何でも手がける。
- 1946年（昭和21年）：自動車車体製造を開始[1]。
  - 旧中島飛行機に協力を仰ぎ、航空機用残材ジュラルミンとリベットを用いたモノコックボデーを、トヨタ戦時型（木炭車）KCシャーシに架装したバスが1号車となる。以降、日産180やいすゞTXにジュラルミンバスボデーを架装する。
- 1948年（昭和23年）：腐食等により補修に難のあるジュラルミン在庫の払底を期に、バスボデーメーカーの老舗「日本自動車株式会社」と提携、鋼板溶接構造に改める。
- 1950年（昭和25年）：B26トレーラーバスが日野車への架装初号車となる。あまりの巨体に完成車の工場外搬出に苦労する。
- 1951年（昭和26年）：大阪のバスボデーメーカーの老舗「朝日車両工業株式会社」と提携、特別仕様車製造技術を得る。
- 1952年（昭和27年）：ブルーリボンBD10系センターアンダーフロアエンジンバスのボデー架装を期に、日野自動車と技術提携。
  - これにより日野車率が25%となり、翌1953年には48%、翌々1954年は80%と年々増加し、輸出車も手掛ける。この頃の他社シャーシは、いすゞBX、民生BE、日産390、トヨタFY、三菱B2*等のボンネットバスが主流。

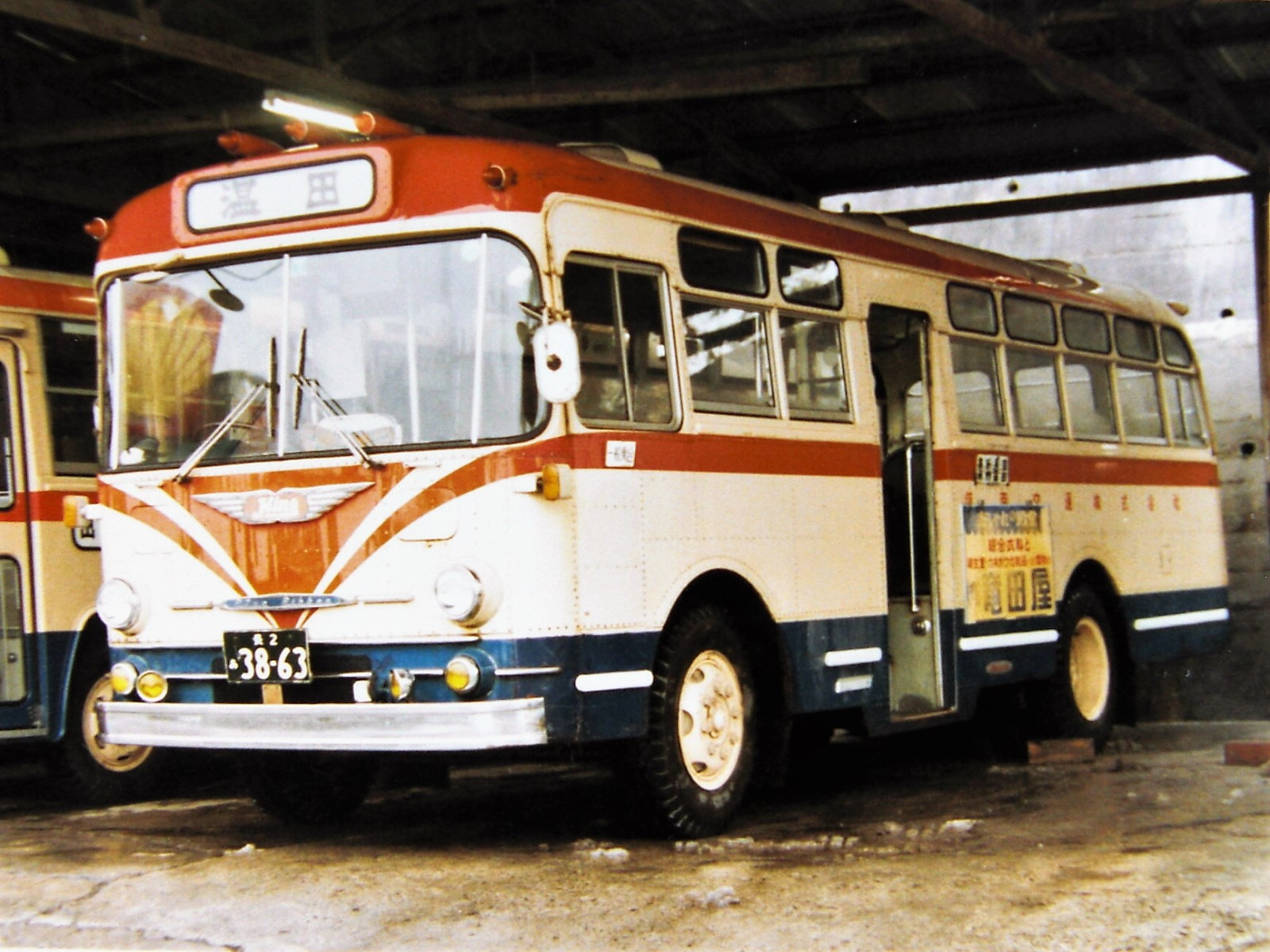
日野BT71 (1965年式)
金産自動車工業に商号変更直後の製造車
信南交通

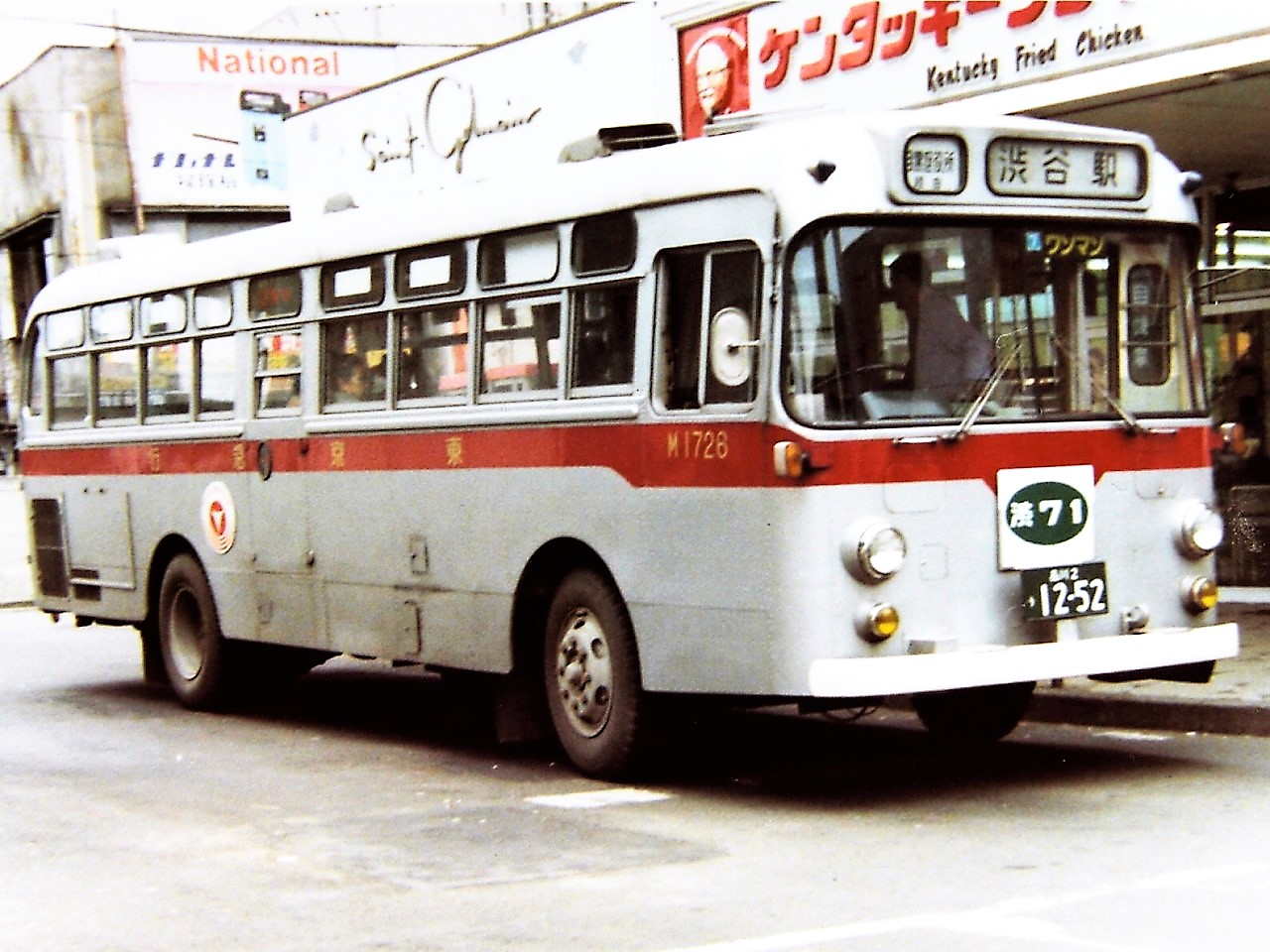
日産ディーゼル車への架装例
4R94 (1968年式)
東京急行電鉄

- 1957年（昭和32年）：構造体の技術的向学心をもった設計者が、技術提携を繰り返しても得られない答えを求め、1年間休職し大学で研究を開始する。ひずみゲージを用いた実験をまとめあげ、結果を日本機械学会に発表した。それまでの理論値が実測値となって裏付けられたことで貴重なデータとなる。
  - その研究結果は復職後、エアサスペンション、フレームレスモノコックボデーー、リヤエンジン方式を採用した新型モデルへフィードバックされ、この流れは後のトラックリヤボデーへの事業拡大や、バスボデーーのスケルトン化へと繋がってゆく。
- 1963年（昭和38年）：日野RA100P、RA120Pほか、日野車率が99%となり最盛期を迎える。
  - 残る1%は日産ディーゼル（当時、現「UDトラックス」）・4R、日産自動車・JUR、いすゞ・BB、三菱ふそう・AR470などで、複数台発注ユーザー（地元の北陸鉄道や東京急行電鉄）向けへの架装。
- 1965年（昭和40年）
  - 5月：金産自動車工業株式会社に商号変更[1]。
  - 11月：新工場の松任工場が石川県石川郡松任町（現：白山市徳丸町）に完成（現在のトランテックス本店・本社工場）[1]。
  - キンサンコーチ（KINSAN COACH）の名で親しまれる。さらにアルミを主体としたトラックのリヤボデーーやトレーラー、当時「第2の黒船」と騒がれた国際海上コンテナなどを手がけるようになる。
- 1960年代後半より、自家用車の普及や鉄道のスピードアップなどによるバス利用者の移行が顕著となり、大型バスの需要が減りはじめ、小型バスの需要が増えていく。結果、金産と帝国の両社間で日野車の販売競争と競合を招き、1969年から日野の仲介によって両社は業務提携を進め、共通設計でバスを製造するようになった。
- 1971年：帝国自工と全面的業務提携に調印。以降の受注は99.9%日野車となり、ボデー部品の共通化や共通設計化がさらに徹底されるが、実質的効果が上がらなかった。
- 1970年代より、主力商品であった国際海上コンテナが高度経済成長末期の円切上げにより国際競争力を失い、極度の経営悪化を招く。金産は帝国との合併へと向かう。

## 日野車体工業
- 1975年（昭和50年）4月：帝国自動車工業と金産自動車工業が合併し、日野車体工業株式会社に商号変更[1]。
  - 合併後は、旧帝国自工の横浜工場は大型バス製造を担当、旧金産自工の金沢工場はトラックボデーと中型・小型バスの製造を担当した。
- 1977年：リベットモノコックボデーを旧態化させた、角型鋼管溶接スケルトン構造の日野スケルトンRS登場。
  - モノコックRV/RC併売を経て、1984年頃には全ての中型・大型バスがスケルトン構造になる。
- 1983年：2階建てバス日野・グランビュー (RY638) 登場。
  - この技術は、後のブルーリボンRUスーパーハイデッカーグラン3兄弟から、初代セレガへフィードバックされる。
- 2000年：株式交換により日野自動車の完全子会社となり上場廃止。
- 2002年（平成14年）
  - 5月：新工場として石川県小松市に小松工場（現：ジェイ・バス小松事業所）を開設[1]。中型・小型バスボデーの生産を松任工場から小松工場に移管[1]。
  - 9月：鶴見区尻手の横浜工場を閉鎖[1]。大型バスボデーの生産を小松工場に移管し、バスボデー生産拠点を集約する[1]。
  - 10月1日：日野自動車といすゞ自動車のバス部門の経営統合に伴う合併準備会社としてジェイ・バスを設立。
  - 10月1日：トラックボデー製造事業とバスボデー製造事業の会社分割を実施。トラックボデー製造会社を株式会社トランテックスに商号変更。トランテックスの本店所在地を石川県白山市徳丸町670番地（松任工場）へ移転[1]。
- 2004年10月1日：ジェイ・バスが（新）日野車体工業といすゞバス製造の2社を合併。日野車体工業は法人としては消滅。